# Cadassari
Cadassari is een bestuurslaag in het regentschap Purwakarta van de provincie West-Java, Indonesië. Cadassari telt 2463 inwoners (volkstelling 2010).